# Юзефув (гміна Домбрувка)
Юзефув (пол. Józefów) — село в Польщі, у гміні Домбрувка Воломінського повіту Мазовецького воєводства.
Населення — 304 особи (2011).
У 1975—1998 роках село належало до Остроленцького воєводства.

## Демографія
Демографічна структура станом на 31 березня 2011 року:
|          | Загалом | Допрацездатний вік | Працездатний вік | Постпрацездатний вік |
| -------- | ------- | ------------------ | ---------------- | -------------------- |
| Чоловіки | 143     | 44                 | 90               | 9                    |
| Жінки    | 161     | 43                 | 96               | 22                   |
| Разом    | 304     | 87                 | 186              | 31                   |